# Блазнов, Александр Петрович
Алекса́ндр Петро́вич Блазно́в (1865—1939) — русский художник: живописец, график, иконописец.

## Биография
Родившись в 1865 году в Грязовицах Вологодской губернии в семье крестьянина, в одиннадцать лет ушёл из родительского дома и поступил мальчиком в книжную лавку. Благодаря помощи академика А. И. Корзухина, который принял молодого человека в свою семью и оказал материальную помощь, в 1883 году поступил в Императорскую Академию художеств вольнослушателем. Окончил Академию в 1893 году «с отличиями» по классу профессора П. П. Чистякова. В 1886 году был награждён малой поощрительной медалью; в 1890 году — большой поощрительной медалью. 3 марта 1893 года получил звание классного художника 3 степени. 9 апреля 1909 года избран действительным членом Общества архитекторов-художников Академии художеств. Жил в Петрограде по адресу Тучков переулок, 12 (1915 год). Являлся членом Северного кружка любителей изящных искусств в Вологде.
После окончания Академии учился в Мюнхене у профессора А. Ашбе вместе со своими сверстниками и товарищами И. Э. Грабарём, Д. Н. Кардовским и другими. Вернувшись на родину, А. П. Блазнов состоял художником при Кабинете Его Величества (к этому времени относится большинство его миниатюр), писал портреты, иллюстрировал, занимался педагогической деятельностью (состоял преподавателем в мастерской Нового общества художников, в Ремесленном училище Цесаревича Алексея и во многих частных студиях).
После революции жил в эмиграции в отошедшей к Финляндии части Карельского перешейка. После 1918 года с женой М. Р. Пец-Блазновой поселился в усадьбе в посёлке Райвола. Входил в «Общество русских художников в Финляндии», участвовал в его выставках. Написал две иконы и наддверный Нерукотворённый образ в кладбищенской церкви Выборгского православного прихода, построенной наследниками коммерции советника Ф. И. Сергеева, а также образ Христа над алтарём в Райволовской церкви. Скончался 6 апреля 1939 года в Райвола, был погребён на местном православном кладбище.

## Творчество
Участвовал в росписи храмов: Васильевской церкви в Овруче, церкви Рождества Христова и Николая Чудотворца во Флоренции, церкви святого Сергия Радонежского в Бад-Киссингене, церкви Введения во храм Пресвятой Богородицы при Свято-Владимирской женской церковно-учительской школе в Санкт-Петербурге, церкви Божией Матери Казанской на Преображенском кладбище в Санкт-Петербурге, в церковь благоверного князя Михаила Тверского при школе-приюте Общества Белого Креста в Санкт-Петербурге написал четыре иконы в двухъярусном иконостасе, также был автором алтарного витража «Благословение детей».